# サンタ・ルチア・デ・マニョーリ祭壇画
『サンタ・ルチア・デ・マニョーリ祭壇画』（サンタ・ルチア・デ・マニョーリさいだんが、伊: Pala di Santa Lucia de' Magnoli, 英: Santa Lucia de' Magnoli Altarpiece）は、初期イタリア・ルネサンスの画家ドメニコ・ヴェネツィアーノが1445-1447年ごろ、板上にテンペラで描いた絵画である。聖母マリアの玉座の台座にそって神の恵みを祈る銘文があり、画家の署名が入っている。かつて、フィレンツェのサンタ・ルチア・デイ・マニョーリ教会の高祭壇に置かれていたが、現在はフィレンツェのウフィツィ美術館に所蔵されている。 この大きな作品には元来、裾絵があったが、現在は分解されて、それぞれ、ワシントン・ナショナル・ギャラリー、フィッツウィリアム美術館 (ケンブリッジ)、ベルリン絵画館に所蔵されている。

## 作品
本作は、「ほぼ確実に…最初の真の『聖会話』」、すなわち、同じ空間を共有する、統一された大きさの聖母マリアと幼子イエス・キリスト、聖人たちを描いた絵画である。また、15世紀の半ばから流行した長方形の形式の板絵の初期を代表する作例でもある。
本作はフィリッポ・ブルネレスキが提案した「tabula quadrata et sine civoriis」の、知られている最初期の作例の1つである。このラテン語の意味するところは、「以前の絵画に典型的なものであった、内部を仕切る額縁と金箔を施された背景のない『近代的な』類の絵画」というものである。しかしながら、構図は内部を仕切る額縁を想起させるもので、ロッジア (開廊) 3つの楕円形のアーチ、柱、貝殻型の壁龕を有している。
多色の床、聖母の玉座の台座を含む建築物は、ブルネレスキにより考案され、イタリア初期ルネサンス美術で導入された革新的技法である線遠近法を使用して描かれている。作品はまた、完璧にバランスの取れた左右対称で描かれ、降り注ぐ柔らかい陽光は素描と色彩の繊細さを際立させている。本作に初期フランドル派絵画の影響が見られることは疑いの余地がない。それは、レンズで拡大されたようにきわめて正確で凝った様式に見て取れる。
描かれている聖人たちは、洗礼者聖ヨハネ、聖ゼノビウス (ともにフィレンツェの守護聖人) 、聖ルチア (本作が設置された教会の名前) 、1211年にフィレンツェにやってきて、本作のあった教会に居住した聖フランチェスコである。聖ゼノビウスの衣服とミトラ (司教冠) はとりわけ豪華なもので、宝石、真珠、金のバッジ、エナメルで飾られている。

## 裾絵 (プレデッラ)

本来の裾絵の再構成
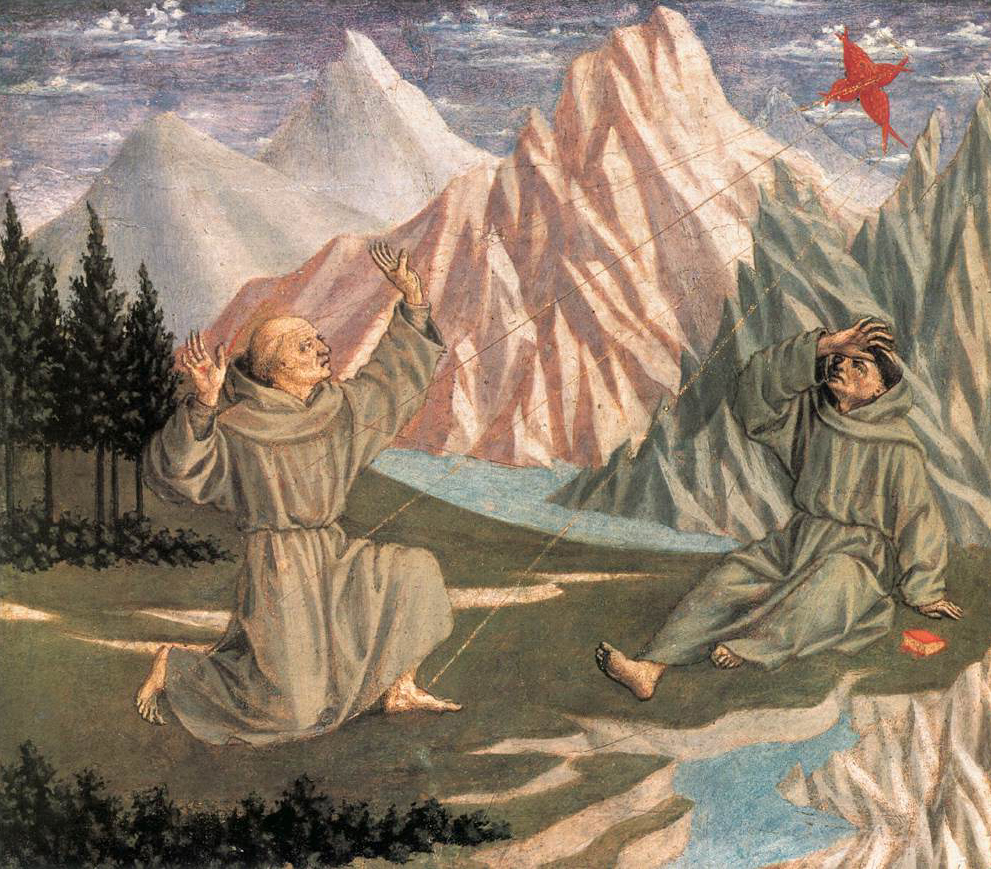
『聖痕を受ける聖フランチェスコ』 (27.5 x 30.5センチ)、ナショナル・ギャラリー (ワシントン)
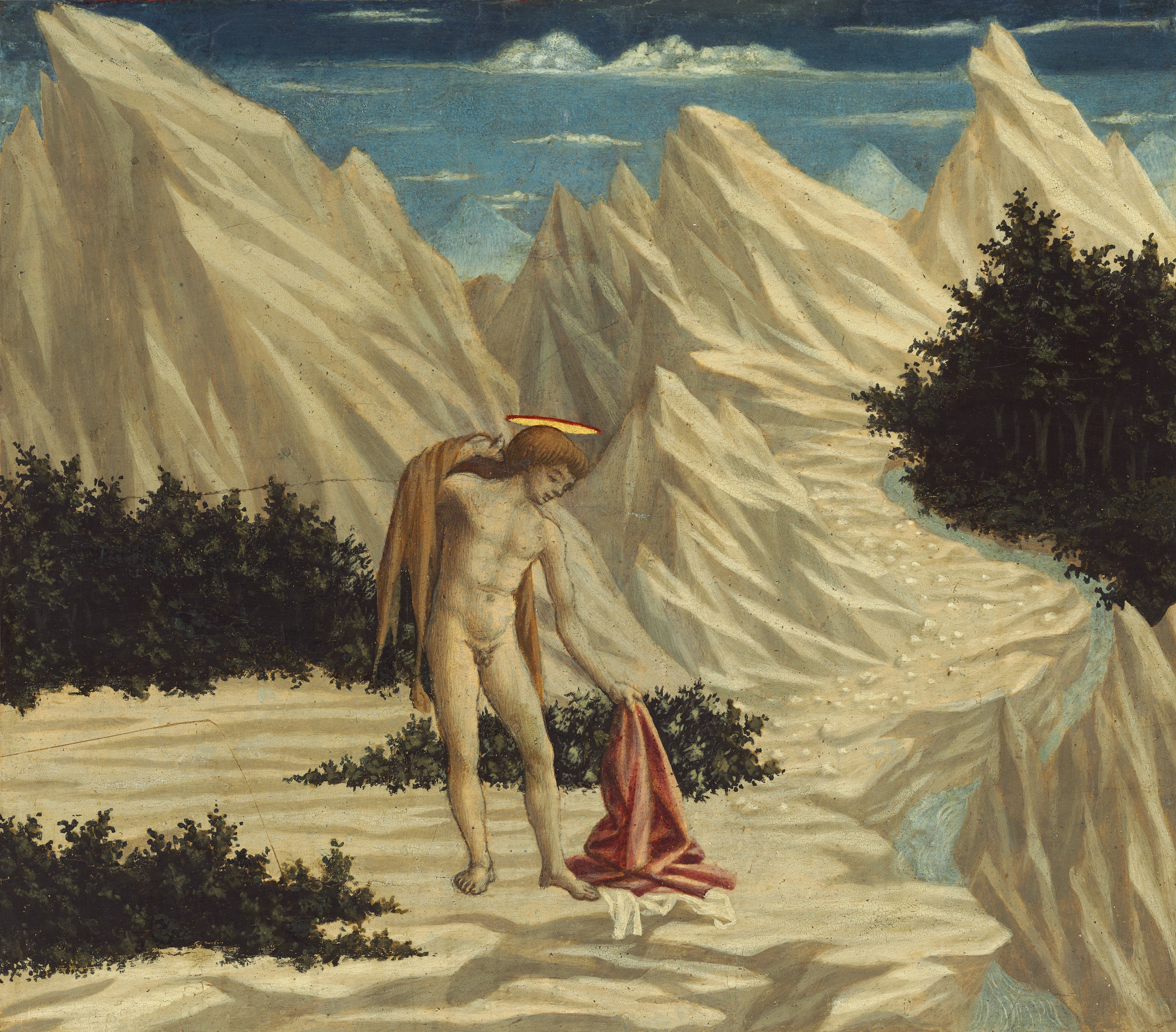
『荒野の洗礼者聖ヨハネ』 (8.4 x 31.8センチ)、ナショナル・ギャラリー (ワシントン)
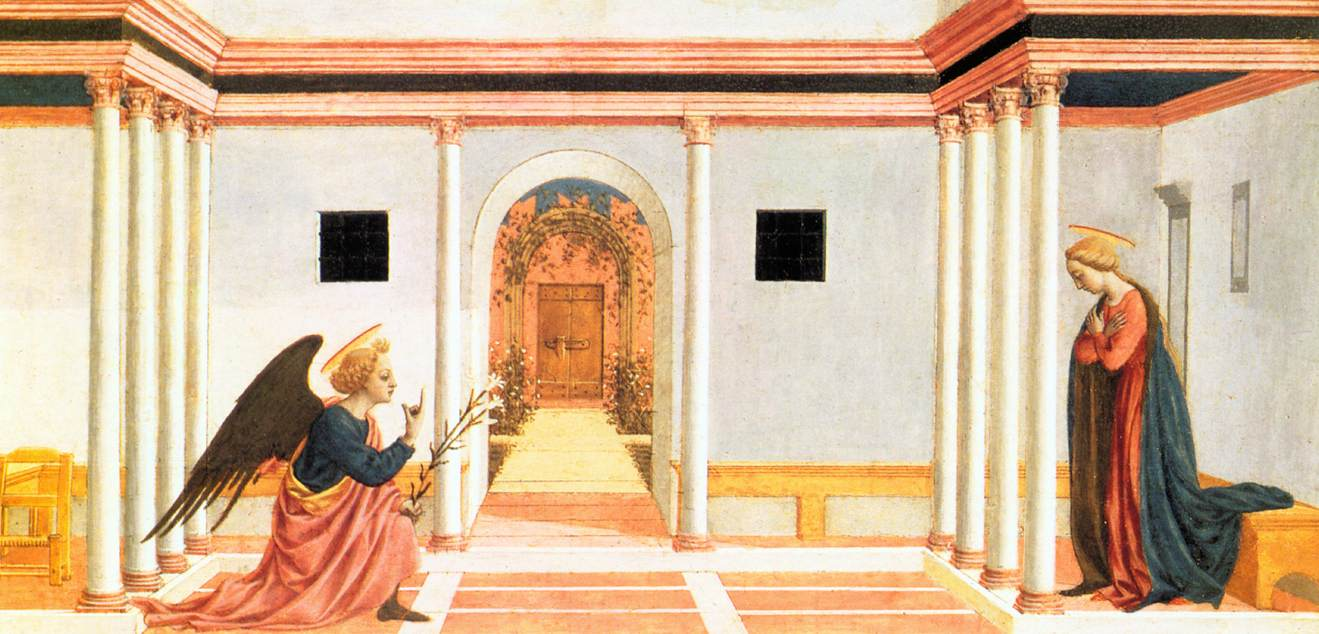
『受胎告知』 (27.3 x 54センチ)、フィッツウィリアム美術館　(ケンブリッジ)
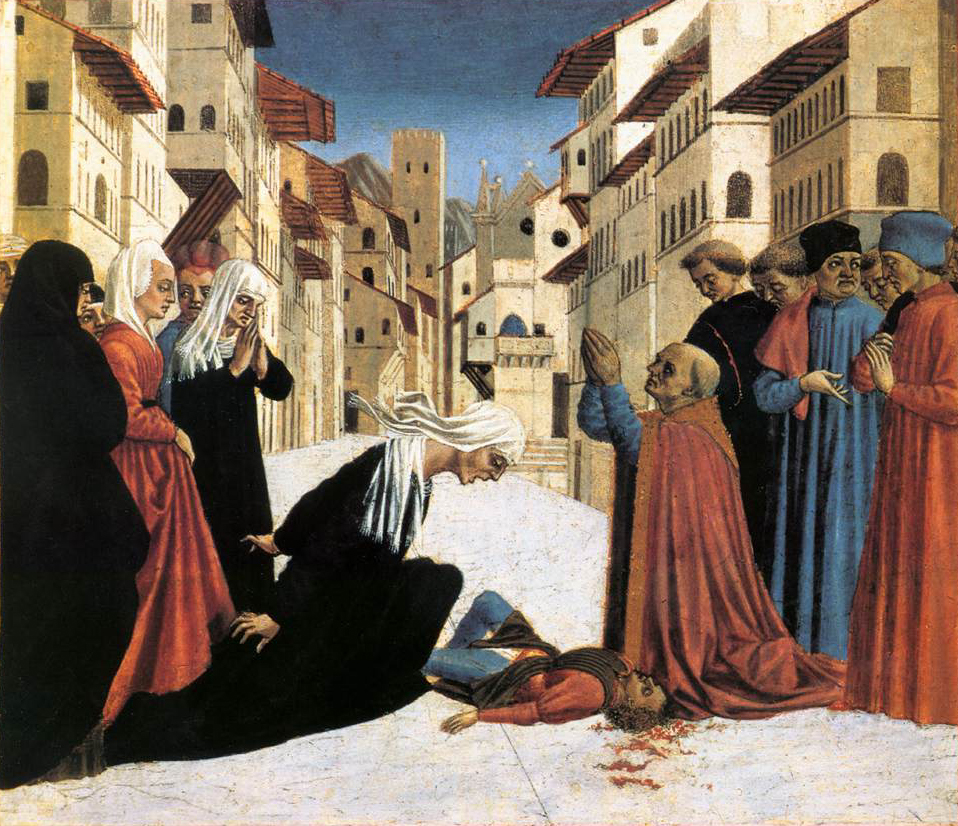
『聖ゼノビウスの奇跡』 (28.6 x 32.5センチ)、フィッツウィリアム美術館　(ケンブリッジ)
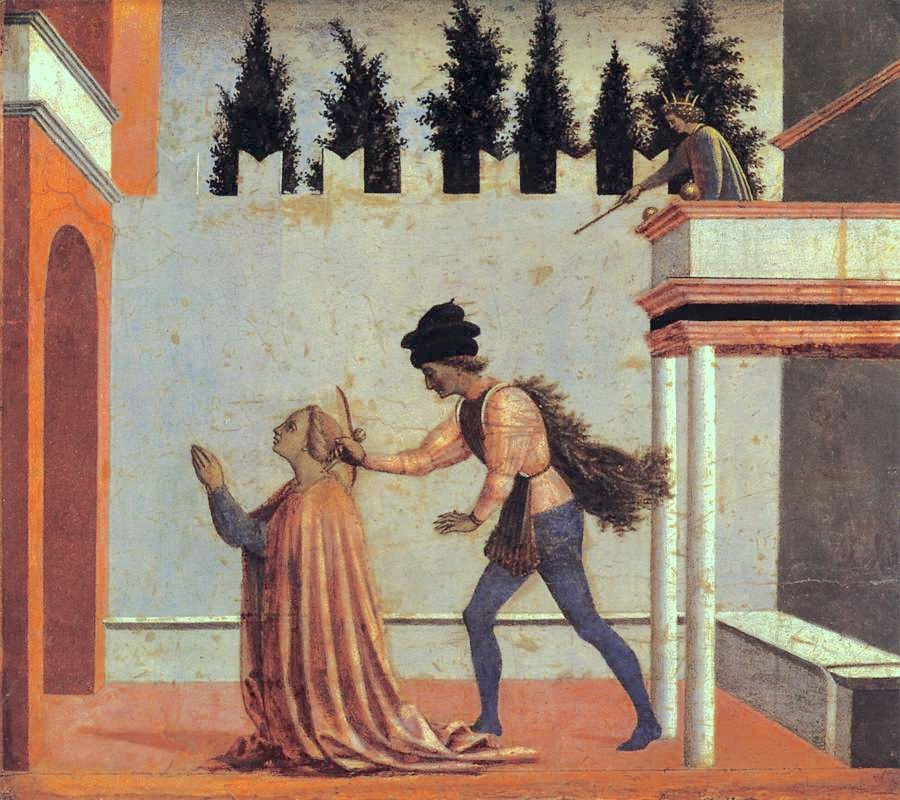
『聖ルチアの殉教』 (26.3 x 29.8センチ)、絵画館 (ベルリン)

裾絵 (predella) は、ウフィツィ美術館に所蔵されている中央画面に描かれた聖人たちが登場する板絵と、それらの倍の大きさの『受胎告知』の板絵を有している。現在、それらの板絵のうち、『聖痕を受ける聖フランチェスコ』と『荒野の洗礼者聖ヨハネ』はナショナル・ギャラリー (ワシントン) に、『受胎告知』と『聖ゼノビウスの奇跡』はケンブリッジのフィッツウィリアム美術館に、『聖ルチアの殉教』は絵画館 (ベルリン) に所蔵されている。
『荒野の洗礼者聖ヨハネ』では、聖ヨハネは大人の髭を生やした隠遁者ではなく、若々しい人物として描かれている。この人物像は、ルネサンス時代における古代彫刻への傾倒を具現化した最初期の例の1つである。しかしながら、同時に、異教的な要素とキリスト教的な要素が融合されている。古代ギリシア的な人物像は、頭部に金色の光輪を持った宗教的人物に変貌しているのである。
『受胎告知』のパネルは左側で切断されており、慎重に構築された建築の左右対称性を損なっている。とはいえ、二次元の画面に三次元的な奥行きを示す線遠近法を見事に使用した作例となっている。『聖ゼノビウスの奇跡』においても、奥に向かって後退していくフィレンツェの通りが見事に表されている。